# اندیس بوقوز
بوقوز یک اندیس فلزی است که در حوالی شهر بشرویه استان خراسان قرار دارد و مادهٔ معدنی موجود در آن، سرب و روی است.  